# Alvarez Kelly
Alvarez Kelly é um filme estadunidense de 1966, do gênero guerra e western, dirigido por Edward Dmytryk.

## Sinopse
Em 1864, quando a Guerra Civil se encontrava em sua fase decisiva, um comerciante de gado mexicano do Texas, Alvarez Kelly, conduz 2.000 cabeças até a Richmond (Virgínia), que servirão de alimento ao Exército da União. Kelly não se importa com os estadunidenses, sejam confederados ou yankees, pois se ressente da guerra de separação do Texas do México, mas prefere negociar com a União pois diz que o dinheiro dos confederados não tem valor. Mas ao entregar o gado, Kelly é enganado por uma dama sulista e é raptado pelo Coronel Rossiter, que comanda tropas inimigas que também estão na região. Rossiter quer roubar o gado para os confederados, mas ele e seus homens não tem experiência como vaqueiros. Então ele pressiona Kelly a ajudá-lo a conduzir o gado roubado através das linhas dos yankees.

## Elenco principal
- William Holden…Alvarez Kelly[1]
- Richard Widmark…Coronel Tom Rossiter
- Janice Rule…Liz Pickering
- Patrick O'Neal…Major Albert Steadman
- Victoria Shaw…Charity Warwick
- Roger C. Carmel…Captitão Angus Ferguson
- Richard Rust…Sargento Hatcher